# Miralem Pjanić
Miralem Pjanić, född 2 april 1990 i Tuzla, Jugoslavien, är en bosnisk fotbollsspelare som spelar för CSKA Moskva. Han har även spelat för Bosnien och Hercegovinas landslag.

## Tidigt liv
Pjanić föddes i Tuzla. Pjanić började bli intresserad av fotboll eftersom hans far Fahrudin var en fotbollsspelare. När han var ett år flyttade hans familj precis innan kriget i Bosnien till Luxemburg, för att hans far skulle spela fotboll i 7 månader i Luxemburg.
I Luxemburg brukade Pjanić ofta besöka sin fars träningar och matcher. När han var sju år sa hans far att Pjanić hade talang och Pjanić började spela i lokala klubben FC Schifflange 95. När han spelade för Schifflange började klubbarna få upp ögonen för honom. Han fick bud från belgiska, holländska och tyska klubbar, men valde franska Metz.
Pjanić kan tala sex språk flytande: bosniska, franska, engelska, tyska, italienska och luxemburgiska.

## Klubbkarriär

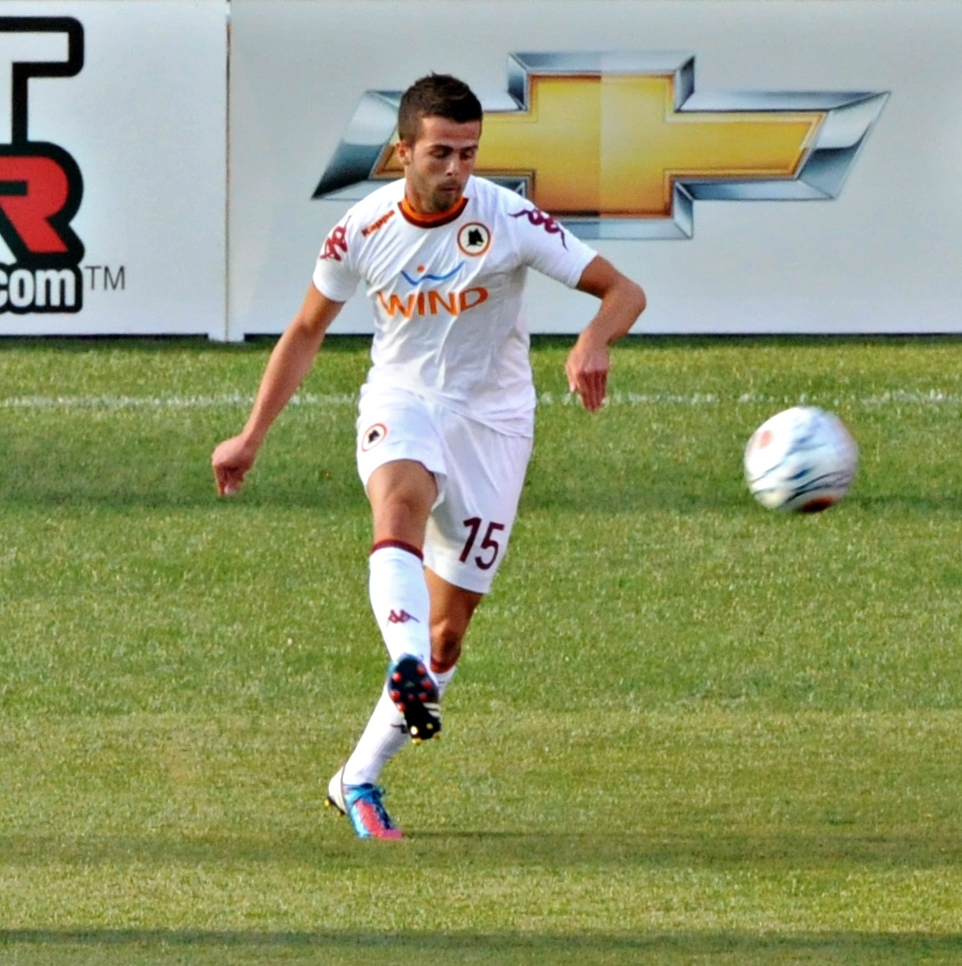

### Metz
Pjanić flyttade till Metz när han var fjorton år. Han började spela i ungdomslaget, men när han var sjutton år så flyttades han upp till a-laget.
I a-laget spelade han lysande fotboll, men när Metz degraderades till Ligue 2 fick storklubbarna upp ögonen för honom.

### Lyon
6 juni 2008 blev Pjanić klar för Lyon. Pjanić skrev på ett femårskontrakt med Lyon. Pjanić gjorde sitt första mål för Lyon i säsongen 2008/2009. I mars 2010 gjorde Pjanić Lyons mål i 1-1-matchen mot Real Madrid i UEFA Champions League. I returen vann Lyon och slog därmed ut Real Madrid ur Champions League. Säsongen 2010/2011 blev Pjanić en bänkspelare igen då Yoann Gourcuff värvades in till klubben.

### Roma
Under transferfönstrets sista dag, 31 augusti 2011, värvades Pjanić till italienska storklubben Roma.

### Barcelona
Den 29 juni 2020 värvades Pjanić av Barcelona, där han skrev på ett kontrakt fram till sommaren 2024 med start i september 2020. Arthur gick i motsatt riktning från Barcelona till Juventus.

### Beşiktaş
Den 2 september 2021 lånades Pjanić ut till den turkiska storklubben Beşiktaş.

### Sharjah
Den 7 september 2022 värvades Pjanić av UAE Pro League-klubben Sharjah.

### CSKA Moskva
Den 25 september 2024 värvades Pjanić av ryska Premjer-Liga-klubben CSKA Moskva.

## Landslagskarriär
Pjanić har spelat för Luxemburgs U17- och U19-landslag, men valde att spela a-landslagsfotboll för Bosnien och Hercegovina. Han fick ett bosniskt pass 2008, och gjorde sin debut i a-laget i en match mot Bulgarien. 3 mars 2012 gjorde Pjanić sitt första landslagsmål för Bosnien. Han gjorde sitt andra mål mot sitt förra landslag Luxemburg. Målet var en frispark från 25 meter.